# City Helsingborg
City Helsingborg var en gratistidning som riktade sig till Helsingborg med omnejd åren 2007–2013. Tidningen ingick i gratistidningskonceptet City med fokus på unga läsare. City Helsingborg var en av fem editioner av tidningen City i Skåne.
Tidningen hade sin grund i gratistidningen Xtra Helsingborg, som startades av Helsingborgs Dagblad för att konkurrera med existerande gratistidningar. Dess första nummer utkom måndagen den 5 februari 2007. I januari 2008 påbörjades samtal mellan Helsingborgs Dagblad och Sydsvenskan, som tidigare köpt upp City Malmö och City Lund, om ett eventuellt samarbete med målsättningen att bli en starkare konkurrent till Metro Skåne. Samarbetet startades inför sommaren samma år under bolaget City Skåne AB och den 11 augusti bytte Xtra Helsingborg namn till City Helsingborg.
City Skåne AB gav ut City Helsingborg, City Landskrona, City Malmö, City Lund och City Kristianstad. 
City Helsingborg hade en upplaga på 15 500 ex och 58 000 dagliga läsare (Orvesto 2011 helår). Tidningens redaktion satt på Södergatan 10 i Helsingborg.
År 2013 lades City Helsingborg och City Landskrona ned på grund av dålig lönsamhet med vikande annonsmarknad.